# Batman & Mr. Freeze: SubZero
Batman & Mr. Freeze: SubZero (br: Batman & Mr. Freeze: Abaixo de Zero) é um filme animado de 1998 baseado na série televisiva Batman: The Animated Series. Foi dirigido por Boyd Kirkland e serviu de sequência ao episódio da série, intitulado Deep Freezer, e também ao filme Batman: Mask of the Phantasm. 

## Sinopse
Desde seu último confronto com Batman, Mr. Freeze se estabeleceu no Ártico com Nora Fries (sua esposa ainda congelada criogenicamente), um esquimó chamado Kunac e seus dois ursos polares chamados Hotchka and Shaka. A situação de Nora piora quando um submarino emerge acidentalmente por debaixo de seu abrigo, destruindo sua proteção. Mr. Freeze retorna a Gotham City e exige que o Dr. Gregory Belson encontre uma cura para Nora. Belson avisa que Nora precisa de um transplante de órgãos, mas que devido ao seu tipo sanguíneo raro, não há doadores compatíveis. Mr. Freeze decide buscar um doador mesmo que este morra durante o transplante. 
Belson, pesquisando nos arquivos do Hospital Geral de Gotham, descobre que Barbara Gordon está na lista de doadora de órgãos e possui sangue compatível com o de Nora. Mr. Freeze descobre sua localização e a sequestra, mesmo com as tentativas de defesa de seu namorado, Dick Grayson. Barbara é levada para uma plataforma de petróleo abandonada, enquanto Bruce Wayne e Dick Grayson descobrem sua compatibilidade sanguínea com Nora Fries. 
Batman e Robin voam até a plataforma de petróleo e confrontam Mr. Freeze para resgatar Barbara. Acidentalmente, Belson dispara contra um galão de petróleo e inicia um incêndio, fugindo logo em seguida. Batman, atendendo ao pedido de Mr. Freeze, leva Nora e seus ursos polares em segurança para o Batjato com a explosão já iminente. A plataforma explode por completo e ambos escapam a tempo. Mr. Freeze, já e sua morada no Ártico, assiste pela televisão que as Empresas Wayne financiaram o transplante de Nora. 

## Elenco
- Kevin Conroy .... Bruce Wayne / Batman
- Michael Ansara .... Dr. Victor Fries / Mr. Freeze
- Loren Lester .... Dick Grayson / Robin
- Mary Kay Bergman .... Barbara Gordon / Batgirl
- George Dzundza .... Dr. Gregory Belson
- Efrem Zimbalist, Jr. .... Alfred Pennyworth
- Bob Hastings .... Commissário Jim Gordon
- Robert Costanzo ... Detetive Harvey Bullock
- Marilu Henner ... Veronica Vreeland
- Dean Jones ... Dean Arbagast
- Mari Devon ... Summer Gleeson
- Liane Schirmer ... Tenente Renee Montoya
- Rahi Azizi ... Kunac

## Crítica
Com base em 10 opiniões recolhidas no Rotten Tomatoes, Batman & Mr. Freeze SubZero recebeu uma critica positiva com uma média de 90% de aprovação e  um 7.1/10 no IMDB. Foi a maior estimativa dirigida a filme do super-herói até o lançamento de Batman: Under the Red Hood, que recebeu 100% de aprovação.

## Premiações
No 26º festival anual Annie Awards, em 1998, SubZero recebeu um premio de Melhor Filme de Animação. O filme foi também indicado ao Golden Reel Award para Melhor Edição de Som, mas perdeu para Young Hercules.